# Peter Hollestelle
Peter Hollestelle (Den Haag, 11 november 1943) is een Nederlands zanger. Hij is de broer van zangeres Conny Vandenbos en een achterneef van Hans, Jan en David Hollestelle. Hij was actief in de bands Peter And The Blizzards en The Flag en maakte ook soloplaten. 
Het bekendst werd hij in 1979 als zanger van de groep Cashmere waarin hij samen met Jody Pijper en de band het nummer Love's what I want zong, dat in dat jaar een grote hit werd.

## Discografie

### Albums
- 1976: Hollestelle
- 1977: Step By Step